# Mensa (exogéologie)
Pour les articles homonymes, voir Mensa (homonymie).

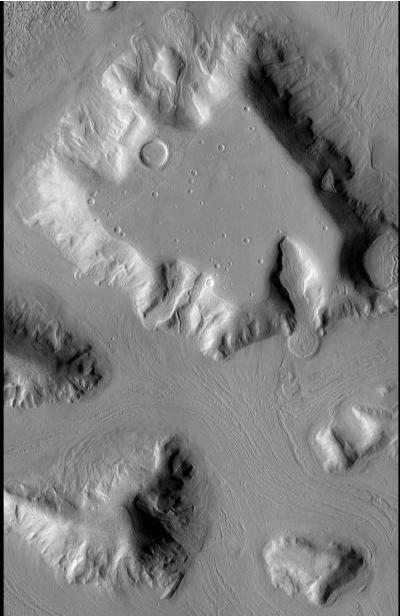
Photographie d'un mensa dans le quadrangle d'Ismenius Lacus (prise par la mission Mars Reconnaissance Orbiter).

Mensa (pluriel mensae) est un mot d'origine latine qui désigne une table. Ce mot possède la même racine que le terme espagnol mesa, signifiant aussi « table » et employé en géomorphologie pour désigner une élévation de terre dont le dessus est plat et les côtés constitués de falaises. Mensa est utilisé ici pour décrire des petits plateaux aux sommets plats et horizontaux, bordés par des falaises généralement abruptes.